# كارين دايفيس (عالمة أعصاب)
كارين د ديفيز أستاذة علم الأعصاب بجامعة تورنتو، ورئيسة قسم الدماغ والتصوير والسلوك بمعهد أبحاث كريمبيل في شبكة الصحة الجامعية. تم تعيين ديفيس في جمعية جونز هوبكنز للعلماء في عام 2009،  والأكاديمية الكندية للعلوم الصحية في عام 2018  والجمعية الملكية الكندية في عام 2020  وهي حاليًا رئيسة جمعية الألم الكندية.
شغلت سابقًا منصب رئيس أبحاث كندا في الدماغ والسلوك. وكانت زميلًة في مايداي بين والمجتمع.

## الأبحاث العلمية
اهتمام ديفيس الرئيسي هو الآليات المركزية الكامنة وراء الألم الحاد والمزمن وإدراك درجة الحرارة، وتأثير الانتباه، وآليات المرونة العصبية في ظل الظروف العادية وفي المرضى الذين يعانون من اضطرابات عصبية أو نفسية. يتم استخدام مجموعة متنوعة من التقنيات التجريبية، بما في ذلك التصوير الوظيفي للدماغ (التصوير بالرنين المغناطيسي الوظيفي، التصوير المقطعي بالإصدار البوزيتروني، تخطيط الدماغ المغناطيسي)، التقييم النفسي والمعرفي، والتسجيلات الفيزيولوجية الكهربية في المهاد والقشرة المخية. طور مختبر ديفيس أساليب مبتكرة لتصوير الدماغ، وبلغت ذروتها في أول صور التصوير بالرنين المغناطيسي الوظيفي لشبكات الدماغ الكامنة وراء تجربة الألم البشري والصور الأولى لتأثير التحفيز العميق للدماغ على رعاش باركنسون. 
عملت ديفيس أيضًا على مجموعة متنوعة من حالات الألم المزمن وارتجاج المح والألم الشبحي. لقد أثبتت أن االمكتشفات تدعم الفرضية القائلة بأن التمثيل المهادي للطرف المبتور يظل فعالا لدى مبتوري الأطراف ذوي الآلام الشبحية  خلال العديد من الدراسات، تمكنت من اظهار تفاعلات مهمة بين الألم والإدراك، من خلال دراسة عن كيفية تحول شبكات الدماغ وظيفتها نحو الألم أثناء تعدد المهام في المهام المعرفية (سيمينويتز وفريقه، 2007 ؛ ايربيلدينج وفريقه، 2013) أو عند معالجة المعلومات الحسية متعددة الوسائط (دونر وفريقه، 2000) أو أثناء شرود الذهن (كيوتشي وفريقه، 2013). وقد قدمت نظريتين مؤثرتين تعتمدان على مفهوم المصفوفة العصبية لميلزاك. في مفهوم «تبديل الألم» (دايفيس وفريقها، 2015)، أكدت على الشعور الأساسي بـ «الألم» الذي يجب أن يتم تمثيله بواسطة آلية دماغ أساسية، بغض النظر عن شدة الألم أو جودته. المفهوم الآخر يسمى التواصل المتخرك للألم.  والذي يؤكد على أن التمثيل الزماني المكاني للألم في الدماغ متحرك ويتضمن نشاطًا في شبكة النتوء وشبكة الوضع الافتراضي بالإضافة إلى المسارات المسببة للإحساس بالالم والمسارات الصاعدة المسببة لعدم الإحساس بالالم.
نشرت ديفيس 200 مقال في دوريات علمية وفصول كتبية تم الاستشهاد بهم أكثر من 20000 مرة ولديها مؤشر ايتشيبلغ 76.

## نشاطها في أخلاقيات العلوم العصبية
تنشط ديفيس في أبحاث أخلاقيات العلوم العصبية وترجمات المعرفة التي كتبتها لزيادة الوعي بالمسائل الأخلاقية والقانونية المتعلقة باستخدام تصوير الدماغ لتشخيص الألم المزمن. ترأست فرقة عمل أي ايه اس بي التي درست هذه المسألة وجمعت جهودها في ورقة بعنوان «اختبارات تصوير الدماغ للألم المزمن: القضايا والتوصيات الطبية والقانونية والأخلاقية» نُشرت في ناتشر ريفيوز في علم الاعصاب في عام 2017. وهي أيضًا محررة مجلد مشاركة مع دانيال بوخمان لمجلد كتاب عن أخلاقيات الألم العصبي (السفير؛ جودي إليس، محرر سلسلة الكتب).

## البرامج التعليمية والتوعية
تم تكريم ديفيس لإرشادها المتميز من قبل معهد العلوم الطبية بجامعة تورنتو (جائزة سيلفرمان) وجائزة التوجيه المتميز للألم من جمعية الألم الكندية. 
أنشأت ديفيس أيضًا برامج تعليمية ونشرت كتاب تقنيات جديدة لفحص الدماغ. لها فيديو تيد ايد بعنوان «كيف يستجيب دماغك للألم؟» وحصد أكثر من مليوني مشاهدة.

## قسم أبقراط للعلماء
قدمت ديفيس وزملاؤها قضية لقسم العلماء على غرار قسم أبقراط كمتطلب قياسي للعلماء. نص القسم كما هو مستخدم في معهد العلوم الطبية، تورنتو هو كما يلي:
أعدك بعدم السماح أبدًا للمكاسب المالية أو التنافسية أو الطموح بحجب رأيي في إجراء البحوث الأخلاقية والدراسية. سأسعى وراء المعرفة وخلق المعرفة من أجل الصالح العام، ولكن ليس على حساب الزملاء أو المشرفين أو الموضوعات البحثية أو المجتمع الدولي للعلماء الذي أنا الآن عضو فيه.

## منشورات مختارة
- كوشي ا، دايفيس ك د (2015). «التواصل الديناميكي للألم». . الاتجاهات العصبية. 38 (2): 86-95.
- كوتشي ا. سالومونز ت ف، دايفيس ك د (2013). يتجول العقل بعيدًا عن الألم بشكل ديناميكي مع شبكات الدماغ ذات الوضع الافتراضي ومضادات الإحساس بالالم. بروك ناتل أكاد سسي، 110 (46)، 18692–18697. http://www.pnas.org/content/110/46/18692.abstract
- دايفيس ك د، دايفيس ك د، فلور ه، جريلي ه ت، لانياي ج د، ماكي س، بلونر م، باستيلنك ا، ترايسي ي، تريدي ر، واجر ت د (2017). «فحوصات تصوير الدماغ للألم المزمن: قضايا وتوصيات طبية وقانونية وأخلاقية». مراجعات الطبيعة علم الأعصاب. 10 (6665): 6243-638.
- دايفيس ك د، سيمان م ف، تشابمان ج، & روتشتين، ود (2008). قسم طالب الدراسات العليا. علم، 320 '' (5883)، 1587-158.
- داونار، ج. كراولي. ا ب وميكوليس د ج ودايفيس ك د (2000). شبكة قشرية متعددة الوسائط لاكتشاف التغيرات في البيئة الحسية. ناتشر لعلوم الاعصاب 3 (3)، 277-83 http://www.nature.com/neuro/journal/v3/n3/full/nn0300_277.html
- دستروفسكي، ج و، دايفيس ك د، وكاواتيكا ك. (1991). الآليات المركزية للصداع الوعائي. علبة. J. فيسيولوجي. فارماكول، 69 (5)، 652–8. [رابط للمقالة ]
- دايفيس ك د، كيس ز ه، لو ل، تاسكر رر، لوزانو ا م، & دستروفسكي ج و (1998). الأحاسيس الشبحية الناتجة عن التحفيز المهادي الدقيق.
- هاشمي ج ا، ودايفيس ك د (2014) تفكيك الفروق بين الجنسين في الحساسية تجاه الألم . PAIN® 155.1 (2014): 10-13.
- تايلور، ك س، أناستاكيس، د ج، وديفيز، دايفيس ك د (2011). قطع أعصابك يغير دماغك. الدماغ، 132 (11)، 3122 - 33. http://brain.oxfordjournals.org/content/132/11/3122.long